# Четверные немецкие шахматы
Четверные немецкие шахматы, европейские четверные шахматы или шахматы вчетвером — вариант шахмат, который допускает игру между четырьмя участниками. Игра проводится на особой доске, которая представляет собой классическую шахматную доску с тремя дополнительными рядами по восемь клеток с каждой стороны. Для игры необходимы 4 комплекта разноцветных фигур.

## История
Иногда четверные шахматы приписывают капитану Чарльзу Верни, который опубликовал правила в Англии в 1881 году. Однако игра была известна по крайне мере за сто лет до этого.
Четверные шахматы были популярны в России ещё в конце XVIII века, особенно при дворе императрицы Екатерины Второй. Пользовались популярностью в семьях русских немцев.
В середине XX века в Москве ими занималась группа Безрукова в клубе «Феникс» Первого шарикоподшипникового завода. В период распада СССР клуб ликвидировали; сохранился только комплект игры и столик для игры в неё семьи Ульяновых в музее В. И. Ленина.
Некоторые материалы клуба были переданы в Немецкий центр Республики Алтай, и в городе Горно-Алтайске велась работа по его возрождению. В настоящее время игра модернизирована, отвечает современным требованиям к спортивным логическим играм и пропагандируется в Алтайском крае и ряде зарубежных стран, в которых уже некоторое время культивировалась похожая игра шатар. В общественном оргкомитете по подготовке и проведению Первых настольных игр народов Евразии заканчивается работа над «Шатар кодексом» и «Кодексом коллективных и семейных немецких шахмат», которые выйдут в 2012 году.

## Правила игры

### Основные правила
Основные правила те же, что и в классических шахматах. Итак, игра ведётся
вчетвером — пара игроков играет против другой пары. Игроки, сидящие напротив
друг друга, союзники. Каждый играет только своими фигурами. Цель игры: мат
обоим неприятельским королям, а точнее: побить одного короля и заматовать
другого. После жеребьёвки партию начинает игрок с белыми фигурами. Игроки
ходят поочерёдно по направлению хода часовой стрелки. Фигуры
союзников взаимодействуют. Игрокам-союзникам разрешается совещаться
только тогда, когда королю одного из них дан мат. С объявлением мата одному
из королей игра продолжается тремя участниками.

### Договорное правило
Это правило применяется в некоторых вариантах четверных шахмат по
обоюдному согласию сторон перед началом партии или соревнования. Согласно
этому правилу, все фигуры игрока с заматованным или запатованным королём
снимаются с доски.

### Русский вариант
В этом варианте игры заматованный король должен быть побит
неприятельской атакующей фигурой следующим ходом и снят с доски, а
шахматист, потерявший короля, уже не может участвовать в этой партии. Но,
однако, при заматовке короля союзная фигура или своя фигура своим ответным
очередным ходом может разматовать его, побив угрожающую фигуру
противника, либо закрыв короля от фигуры противника. Если ответным ходом ни
игрок, ни его союзник не смогли устранить угрозу мата, то своим очередным
ходом матующая фигура противника имеет право побить короля и снять с доски.
Если же король игрока запатован и ситуация пата осталась после хода
союзника, то следующим очередным ходом игрок снимает своего короля с доски
и сам в этой партии более не участвует. Оставшиеся на доске фигуры без короля
не могут быть использованы союзником, но могут быть побиты противниками,
если мешают движению их фигур.
Четверная игра встречалась в XVIII веке и в других странах, но с несколько
иными правилами. А. Д. Петров, описывая, как играли в четверные шахматы в
Петербурге, отмечал, в частности, их преимущества по сравнению с немецким
вариантом игры. В последней (немецкой игре), например, когда одному из
королей дан мат, фигура короля не снимается с доски и союзнику
предоставляется право освобождать заматованного короля от мата.
Это совершенно противно духу шахматной игры, где жертвуешь иногда несколькими фигурами и даже ферзём, чтобы сделать мат, – а тут, смотришь, и освободят от данного уже мата! Немецкая игра не так занимательна, как наша, и представляет ещё то неудобство, что партии длятся чрезвычайно долго.
А. Д. Петров

### Немецкий (западноевропейский) вариант
В этом варианте игры шахматист, сражающийся один против обоих
противников, имеющих два хода против одного, может освободить союзного
короля от мата путём взятия угрожающей фигуры или путём закрытия своей
фигурой союзного короля от атаки фигуры неприятеля даже через несколько
ходов. При снятии союзником мата королю игрок, дождавшись своей очереди,
делает ход, то есть вновь вступает в игру.
Заматованные (а также запатованные) фигуры становятся
неприкосновенными для противников на весь период состояния мата (пата), то есть
с момента первого пропуска хода (вынужденного паса) до момента совершения
первого хода после разматовки (распатовки).
Заматованные (а также запатованные) фигуры сохраняют ударную силу в
отношении неприятельских королей, то есть короли не имеют права находиться на
клетках, подверженных их ударам.